# William Pengelly

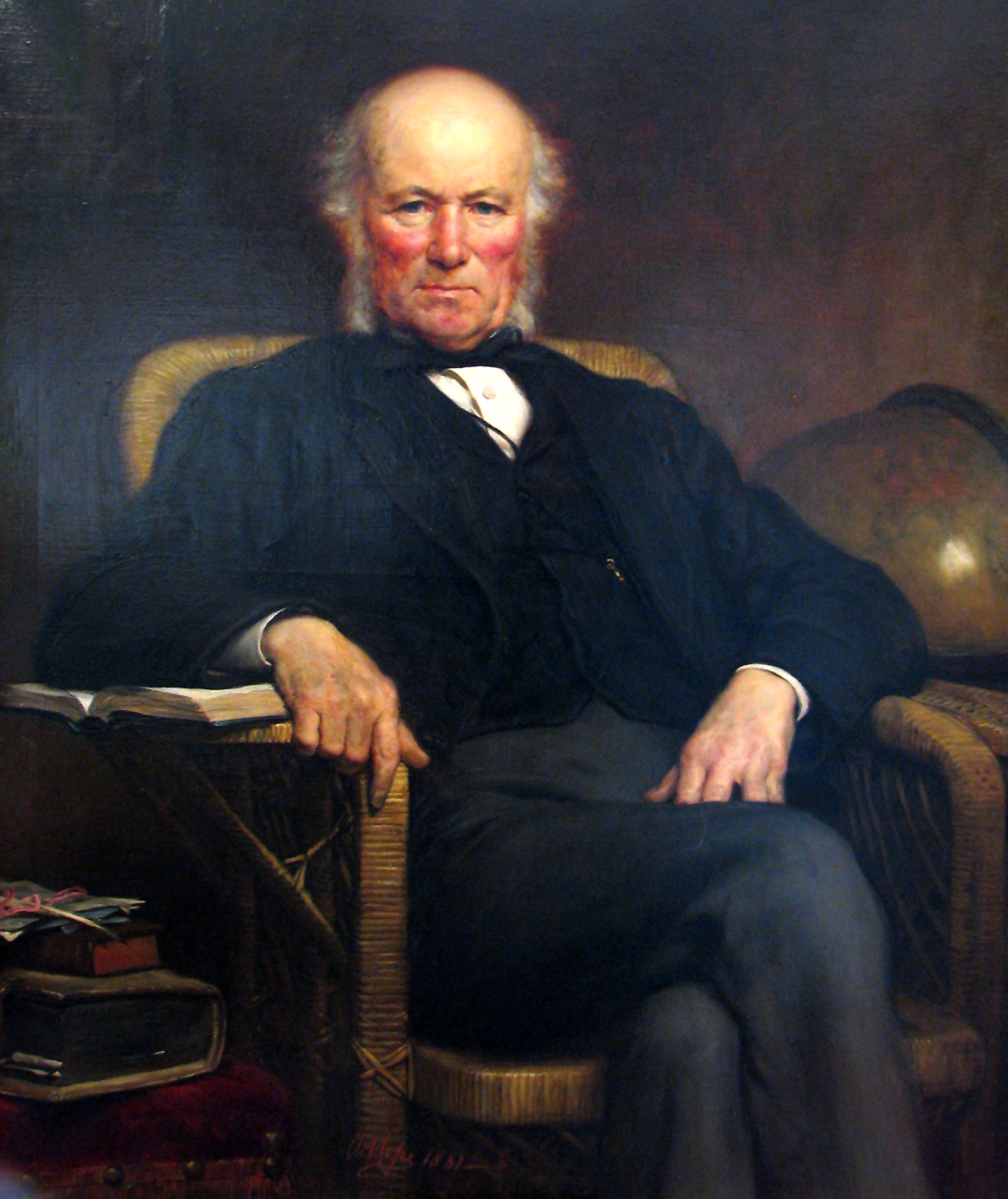
William Pengelly

William George Pengelly (* 12. Januar 1812 in East Looe, Cornwall; † 16. März 1894) war ein britischer Geologe, Paläontologe und Prähistoriker. Er war einer der Pioniere in der Höhlenforschung und prähistorischen Archäologie in England. Er war größtenteils Autodidakt und Privatlehrer, förderte die lokale Bildung in seiner Heimat Devonshire und erforschte deren Geologie.

## Leben
William Pengelly war der Sohn eines Kapitäns, und Pengelly selbst ging mit zwölf Jahren als Schiffsjunge auf das Schiff seines Vaters. Als Jugendlicher bildete er sich autodidaktisch weiter und eröffnete 1836 in Torquay eine Schule, in der er nach der Methode von Pestalozzi unterrichtete. Obwohl die Schule erfolgreich war, gab er sie 1846 auf, wurde Hauslehrer und widmete sich ansonsten den Wissenschaften, besonders Geologie, Paläontologie und Archäologie. 1849 veröffentlichte er eine erste wissenschaftliche Arbeit über einen fossilen Fisch, der in Cornwall gefunden wurde. Er gründete 1837 die Torquay Young Men’s Society (später Torquay Mechanics School), die Torquay Natural History Society und 1862 die Devonshire Association for the Advancement of Literature, Science, and Art, woraus später die Devonshire Association wurde. Dort hielt er auch Vorträge und unterrichtete. Er führte sorgfältig Notiz über seine ausgedehnten Wanderungen zur Erkundung der Geologie seiner Heimat. Er hielt Vorträge zum Beispiel in Newcastle-on-Tyne, Norwich und Exmouth, korrespondierte viel und unterrichtete sowohl einfache Personen aus dem Volk als auch hohe ausländische Adelige.

## Werk
1858 grub er in einer neu entdeckten Höhle (Windmill Hill Cavern bei Brixham) aus (nach einem mit dem Geologen Hugh Falconer entwickelten Plan und unter Aufsicht der Royal Society und der Geological Society of London). Beteiligt waren auch John Evans und Joseph Prestwich. Die Ausgrabungen dauerten rund ein Jahr unter seiner Aufsicht und er war sehr genau, achtete auf genaue Dokumentation der Fundstellen und ging Schicht für Schicht vor, was damals völlig neuartig war. Dort konnte er zweifelsfrei ein menschliches Artefakt (ein Flint-Werkzeug) als koexistent mit ausgestorbenen Tieren wie dem Wollnashorn und dem Höhlenlöwen datieren (die Funde waren unter einer Tropfsteinschicht). Das waren einige der frühen Argumente gegen die damals noch verbreiteten Vorstellungen nach der Chronologie der Bibel. Damit traten sie auch an die Öffentlichkeit (1859) und Pengelly korrespondierte darüber mit Charles Darwin.
1860 untersuchte er die tertiäre Braunkohle (Lignit) von Bovey Tracey, wobei er ebenso sorgfältig wie in seiner Höhlenforschung vorging. Die fossilen Pflanzen wurden von Oswald Heer bestimmt.
Sein Ruf eines sehr genauen Ausgräbers schuf ihm 1865 den Auftrag, die Ausgrabungen des Geistlichen John McEnery in der Höhle Kents Cavern fortzusetzen, der dort prähistorische Funde gemacht hatte.  Das wurde das Hauptunternehmen seines Lebens, das er bis 1880 fortsetzte (unterstützt von der British Association). Außerdem grub er in weiteren Höhlen in Devon. Seine Ergebnisse veröffentlichte er meist in den Transactions of the Devonshire Association.
Seine Forschungen waren wesentlich, um führende britische Wissenschaftler (darunter auch Charles Lyell, Joseph Prestwich, Richard Owen) vom hohen Alter des Menschen zu überzeugen in dem Sinn, dass prähistorische Menschen gleichzeitig mit heute in Europa ausgestorbenen Tieren lebten. Zwar hatte ähnliche Funde schon der Franzose Boucher de Perthes in den Flussterrassen der Somme gemacht (veröffentlicht 1847), was aber in England wenig Eindruck machte. Wesentlich für die Akzeptanz von Pengelly`s Funden 1858/59 waren seine genauen wissenschaftlichen Ausgrabungsmethoden, die er in die prähistorische Archäologie und Höhlenforschung einführte, womit er auch bis dahin skeptische Wissenschaftler überzeugte.

## Ehrungen und Mitgliedschaften
1863 wurde er Fellow der Royal Society. Außerdem war er Fellow der Geological Society of London (1850). Er besuchte regelmäßig die Treffen der British Association for the Advancement of Science. 1886 erhielt er die Lyell Medal und 1877 den Lyell Geological Fund.

## Privates
1838 heiratete er seine Cousine Mary Ann Mudge, mit der er drei Kinder hatte: Richard, Alfred und Mary Ann. In zweiter Ehe war er ab 1851 mit Lydia Esther Spriggs verheiratet. Mit ihr hatte er zwei Töchter, Lydia und Hester, von denen die jüngere seine Biografie schrieb und Schriftstellerin wurde. Sie heiratete den Bergbauingenieur Henry Forbes Julian, der 1912 beim Untergang der Titanic ums Leben kam.

## Schriften (Auswahl)
- On the ichthyolites of East Cornwall. In: Transactions Royal Geological Society Cornwall, Band 7, 1849/50, S. 106–108, 115–120.
- mit Oswald Heer: On the Lignite Formation of Bovey Tracey, Devonshire. Taylor and Francis, London 1863 (Archive)
- Report on the Exploration of Brixham Cave, Conducted by a Committee of the Geological Society, and under the Immediate Superintendence and Record of Wm. Pengelly, Esq., F.R.S., Aided by a Local Committee; with Descriptions of the Organic Remains by G. Busk, Esq., F.R.S., and of the Flint Implements by John Evans, Esq., F.R.S., In: Proceedings of the Royal Society, Band 20, 1871, S. 514–524, Archive